# 北陸通信ネットワーク
北陸通信ネットワーク株式会社（ほくりくつうしんネットワーク）は、石川県金沢市に本社を置く電気通信事業者。北陸電力系列の電力系通信事業者である。

## 概要
かつては、ISDNサービスやアステル北陸より継承したPHSサービスを手掛けていたが、ISDN収容局のリプレースが困難であることを理由に撤退している。
なお、北海道総合通信網とともに、ISDNに割り当てられた電話番号を返上している（他地域でISDNから撤退した会社は、IP電話番号用途に継承している）。

## 沿革
- 1993年（平成5年）5月 - 設立。
- 1994年（平成6年）
  - 2月 - 第一種電気通信事業許可を取得。
  - 10月 - 営業開始。
- 1996年（平成8年）6月 - アステル北陸向けISDNサービスを開始。
- 1997年（平成9年）
  - 4月 - 電力系NCC相互連係による全国サービスを開始。
  - 6月 - フレームリレーサービスを開始。
  - 7月 - 東京事務所を開設。
- 1998年（平成10年）
  - 7月 - HTCN（HTNetコンピュータ通信網サービス）を開始。
  - 10月 - ATM専用サービス、一般向けISDNサービス開始。
- 2001年（平成13年）
  - 6月 - DSL接続サービス開始。
  - 12月1日 - アステル北陸よりPHS事業を譲受。
- 2003年（平成15年）
  - 4月 - 広域イーサネット網（HTNet-Ether）サービス開始
  - 11月30日 - PHS新規申し込み終了。
- 2004年（平成16年）5月26日 - PHS事業終了。ISDNサービス終了。
- 2005年（平成17年）9月 - IP電話サービス開始。
- 2007年（平成19年）4月 - ISO/IEC27001:2005、JIS Q 27001:2006の認証取得。
- 2008年（平成20年）
  - 4月 - 遠隔データバックアップサービス「リモートバックアップサービス」開始。
  - 9月 - ネットワーク機器監視サービス「ウォッチドッグ」開始。
- 2009年（平成21年）2月 -「ファイアウォールゲートウェイサービス」を開始。
- 2010年（平成22年）
  - 2月 - ファイル転送サービス「HTNet File Transfer」を開始。
  - 11月 - 「IPv6インターネット接続サービス」を開始。
- 2011年（平成23年）
  - 2月 - 一般建設業許可。
  - 9月 - HTNet Cloudサービスを開始。
  - 11月 - Web会議システムサービス｢HTNet Web Meeting｣ サービスを開始。
- 2012年（平成24年）3月 - クラウドルーティングサービス開始。
- 2013年（平成25年）12月 - HTNetクラウドWi-Fi サービス開始。
- 2014年（平成26年）1月 -「HTNet Mail Gateway」サービス開始。
- 2015年（平成27年）10月 - SaaS型Web会議サービス「HTNet Web Meeting V-CUBE」開始。
- 2016年（平成28年）6月 - SaaS型IT資産管理サービス「LanScope on HTNet Cloud」開始。